# La Vie parisienne (film, 2012)
Pour les articles homonymes, voir La Vie parisienne (homonymie).
Pour plus de détails, voir Fiche technique et Distribution.
La Vie parisienne est un
court métrage français de [réalisé par Vincent Dietschy, sorti en 2012.

## Synopsis
Rémi, un ami d'enfance, perturbe la vie rangée d'un couple d'enseignants, Pierre et Marion.

## Fiche technique
- Titre : La Vie parisienne
- Réalisation : Vincent Dietschy
- Scénario : Vincent Dietschy
- Photographie : Vincent Dietschy
- Son : Marc Parazon et Benjamin Laurent
- Montage : Mathilde de Romefort et Vincent Dietschy
- Pays de production :  France
- Format : couleur - 35 mm
- Société de production : Sombrero Films
- Durée : 36 minutes
- Dates de sortie : 
  - France : 28 janvier 2012

## Distribution
- Serge Bozon : Pierre
- Millo Mc Mullen : Marion
- Esteban : Rémi
- Mona Walravens : la fille du bar

## Distinctions

### Récompense
- 2012 : Prix Jean-Vigo du court métrage

### Nomination
- César 2013 : César du meilleur court-métrage